# Velikost ptakoještěrů
Ptakoještěři (pterosauři) byla velmi úspěšná a rozmanitá skupina nyní dávno vyhynulých druhohorních létajících plazů. Někteří z nich byli bezpochyby největšími létajícími tvory všech dob, jejichž rozpětí křídel přesahovalo přinejemnším 10 metrů. Pro srovnání lze uvést, že největší rozpětí křídel mezi současnými živočichy má pták albatros stěhovavý, jehož rekordní exemplář dosahoval v rozpětí hodnoty 3,63 m. V následující tabulce jsou uvedeny rody ptakoještěrů s největším známým rozpětím křídel (zahrnuty jsou pouze rody s rozpětím nad 5 metrů). Všechny údaje jsou však do určité míry nejisté a vykazují značnou míru nepřesnosti vzhledem k nekompletnosti dochovaného fosilního materiálu.

## Tabulka ptakoještěrů s největším rozpětím křídel
1. Quetzalcoatlus northropi (svrchní křída, USA) 11–13 m? (nově spíše 10–11 m)
2. Arambourgiania philadelphiae (svrchní křída, Jordánsko) 12 m? (nově spíše 7–13 m)
3. Hatzegopteryx thambema (svrchní křída, Rumunsko) 12 m? (nově spíše 10–11 m)
4. Cryodrakon boreas (svrchní křída, Kanada) 10 m?
5. Thanatosdrakon amaru (svrchní křída, Argentina) 7-9,1 m
6. Tropeognathus mesembrinus (spodní křída, Brazílie) 8,2 m
7. Nepojmenovaný pteranodontoidní ptakoještěr z Brazílie (spodní křída) - 7,6 m
8. Geosternbergia maysei (svrchní křída, USA) 7,25 m
9. Coloborhynchus capito (spodní křída, Anglie) 7 m
10. Moganopterus zhuiana (spodní křída, Čína) 7 m
11. Pteranodon longiceps (svrchní křída, USA) 6,25 m
12. Tupuxuara longicristatus (spodní křída, Brazílie) 6 m
13. Santanadactylus araripensis (spodní křída, Brazílie) 5,7 m

## Další obří druhy
Rozpětí křídel nad 10 metrů mohl mít také obří azdarchoidní ptakoještěr, jehož fosilní krční obratel byl objeven roku 2006 v Mongolsku. V březnu 2018 bylo oznámeno, že již v roce 2009 objevili paleontologové v Rumunsku fosilie obřího pterosaura z konce křídového období, dosahujícího hmotnosti přes 500 kg a rozpětí křídel přes 12 metrů.

## Nejmenší ptakoještěři
Nejmenším dnes známým dospělým pterosaurem je nejspíš čínský rod Nemicolopterus s rozpětím křídel pouze kolem 25 cm. Několik dalších rodů ptakoještěrů vykazuje podobné rozměry (zhruba do 40 cm).

## Důvody gigantismu pterosaurů
Již dlouho se paleontologové přou o to, z jakých důvodů dosáhli ptakoještěři tak obřích velikostí (v některých případech hraničících s biomechanickými limity pro aktivní let). Bylo vysloveno množství názorů, včetně možnosti jiného složení druhohorní atmosféry (vyšší obsah kyslíku, menší zemské gravitace apod.). Někteří vědci však předpokládají, že i dnes by se tito tvorové dokázali vznést a létat bez větších obtíží v současné atmosféře. Pro tuto možnost svědčí četné adaptace k odlehčení těla (dutiny v obratlech, pravděpodobně vyplněné vzdušnými vaky, lehce stavěná kostra) i pro nutný "start" ze země v podobě výskoku za pomoci předních končetin. Tato problematika však stále není uspokojivě dořešena a průběžně se objevují nové teorie.